# Альбрехт II Алкивиад
Альбрехт II Алкивиад (нем. Albrecht II. Alcibiades von Brandenburg-Kulmbach; 28 марта 1522, Ансбах, Франконский имперский округ — 8 января 1557, Пфорцхайм, Карлсруэ) — маркграф Бранденбург-Кульмбахский из Франконской линии. Сын маркграфа Казимира.

## Биография
Рано лишившись отца, он находился под опекой своего дяди, маркграфа Георга, с которым по достижении совершеннолетия в 1541 году разделил франконские владения, получив на свою долю Кульмбах-Байрейт.
Будучи обременен долгами, находясь в постоянной вражде и несогласиях с руководителями Шмалькальденского союза, курфюрстами саксонским и гессенским, и вдобавок от природы склонный ко всяким излишествам и воинственным приключениям, Альбрехт, воспитанный в духе лютеранской веры, поступил под влиянием всех этих обстоятельств на службу императора. В 1543 и 1544 годах он уже сражался в его войске против Франции, а впоследствии участвовал даже в войне императора с владетельными князьями Германии.
Весной 1547 года, когда он отважился проникнуть со своим войском в Саксонию, на него напал 2 марта близ Рохлица курфюрст Иоганн Фридрих и взял его в плен. Победа, одержанная императором Карлом при Мюльберге, послужила к его освобождению, но не принесла ему особенных выгод.
В 1550—1551 годах он сражался с Морицем Саксонским против Магдебурга и составил тут вместе с ним и с другими князьями заговор против императора. Он сам выработал условия договора, заключенного в Шамборе с французским королём Генрихом II (15 января 1552 года), по которому последний сделался союзником германских князей, уступив им Мец, Туль и Верден.

### Вторая маркграфская война
Затем Альбрехт выступил с Морицем и их сообщниками против императора, но сам остался во Франконии, тогда как они двинулись далее, и после жарких схваток принудил епископа Бамбергского и Вюрцбургского и город Нюрнберг уступить в его пользу значительную часть их владений. Это обстоятельство повело к разрыву между ним и его союзниками, которые не хотели признать за ним прав, утверждённых этими договорами, точно так же как и его противники.
Тогда он поступил снова в армию императора, тщетно осаждал с ней Мец в конце 1552 года, достиг, однако, того, что император утвердил все заключенные им договоры, выполнения которых он намеревался добиваться с оружием в руках.
Это заставило Морица Саксонского предпринять против него геройский поход. Мориц разбил маркграфа под Зиверсхаузеном 9 июля 1553 года, но при этом был сам смертельно ранен.
Альбрехт был ещё раз разбит 12 сентября близ Брауншвейга, затем окружен противниками во Франконии и вскоре изгнан самим императором; он бежал в 1554 году во Францию.
В начале 1556 года возвратился в Германию к своему зятю маркграфу Карлу Баденскому в Пфорцхайм, где и скончался.

### Комментарии
1. ↑  За воинственный характер получил прозвище «Беллатор» — воитель[3]

### Сноски
1. 1 2 3 4  Albert II Alcibiades // Encyclopædia Britannica (англ.)
2. 1 2 3 4  Albrecht (Albrecht Alcibiades) // Brockhaus Enzyklopädie (нем.)
3. ↑  Харрингтон, 2020, с. 59.